# Dypsis sahanofensis
Dypsis sahanofensis – gatunek palmy z rzędu arekowców (Arecales). Występuje endemicznie na Madagaskarze, w prowincji Fianarantsoa w środkowo-wschodniej części wyspy. Znane są tylko trzy jego naturalne stanowiska: Mont Vatovavy, Ambositra i Anosibe an' Ala. Gatunek występuje w górskich i podgórskich lasach deszczowych na wysokościach od 300 do 1400 m n.p.m., zwykle w pobliżu urwisk i stoków, w miejscach o przerwanej warstwie koron drzew i dzięki temu lepiej oświetlonych. 

## Morfologia
PokrójPalmy rosnące w kępach liczących po ok. 12 prostych kłodzin, osiągających do 6 m wysokości i ok. 3 cm średnicy, z wyraźnymi pierścieniami w węzłach i międzywęźlami długości 12–13 cm.
LiścieZebrane w wyraźny pióropusz i pierzasto podzielone. Nasada liścia pochwiasta, gładka o długości do ponad 30 cm. Ogonek liściowy ma kilkanaście cm długości, a osadka osiąga ok. 1 m. Osadzone są na niej po 23–24 listki. Ułożone są nieco nierównomiernie, grupami. Długość listków wynosi ok. 30 cm, a szerokość ok. 1,5 cm.
KwiatyZebrane w rozbudowanych kwiatostanach wiechowatych (z rozgałęzieniami drugiego stopnia) o długości do ok. 0,4 m. Kwiaty są jednopłciowe, siedzące i skupione w triady składające się z kwiatu pręcikowego wspartego po bokach dwoma kwiatami słupkowymi. Kwiaty pręcikowe składają się z trzech wolnych działek okółka zewnętrznego o długości 1,5 mm i trzech mniejszych płatków okółka wewnętrznego oraz 6 pręcików i płonnego, zredukowanego słupka. Kwiaty słupkowe mają okwiat podobny, ale działki osiągają do 3 mm długości, zamiast pręcików – 6 drobnych prątniczków oraz pojedynczy słupek z trzema znamionami.
OwoceNieznane.

## Zagrożenia i ochrona
Na wszystkich stanowiskach gatunek rośnie bardzo nielicznie i w sumie znanych jest nie więcej jak 40 jego egzemplarzy. Obszar ze stanowiskiem w rejonie Mont Vatovavy chroniony jest przed wstępem przez lokalne tabu. Jedno stanowisko objęte jest ochroną prawną w rezerwacie Mangerivola. Największym zagrożeniem dla gatunku są jego skrajnie nieliczne zasoby, przez co nawet niewielkie zmiany w środowisku spowodować mogą zniszczenie populacji. Potencjalnym zagrożeniem jest wycinka lasu lub trwałe wylesienie i zajęcie siedlisk gatunku pod użytkowanie rolnicze.